# Peñarol (Montevideo)

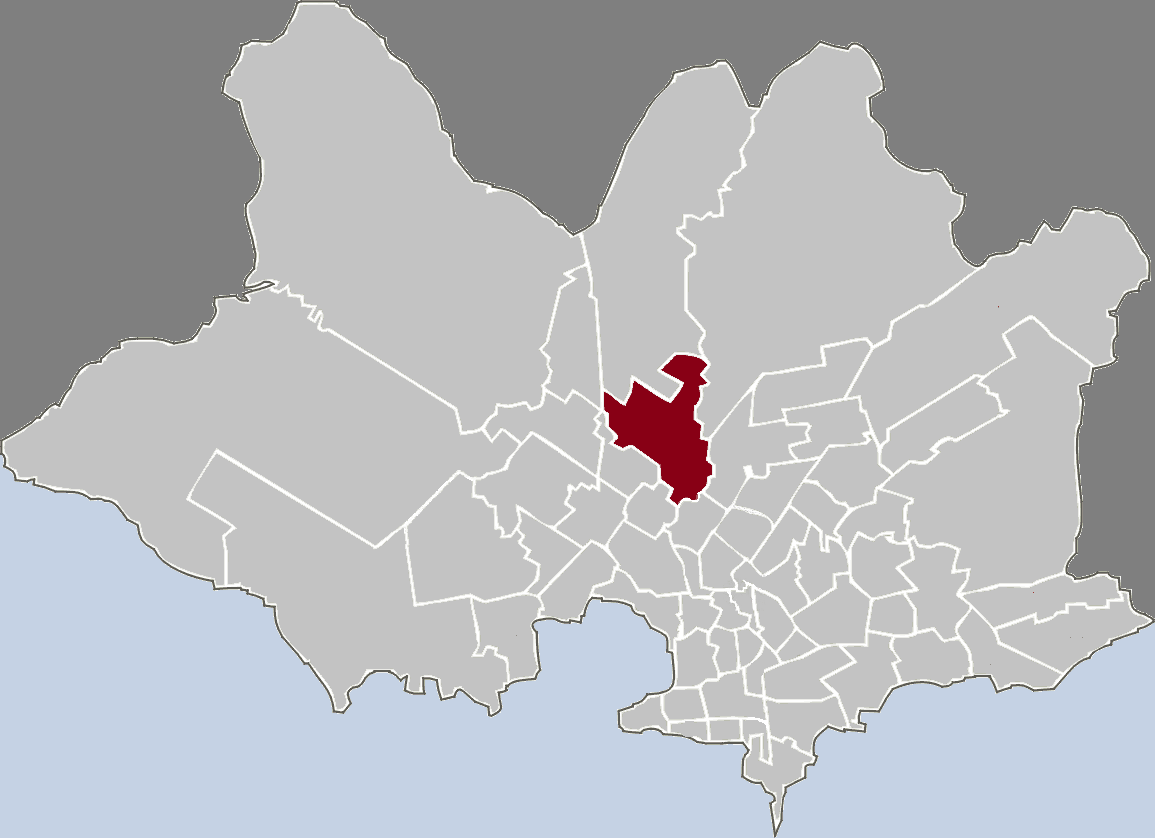
Lage von Peñarol - Lavalleja innerhalb des Stadtgebietes von Montevideo

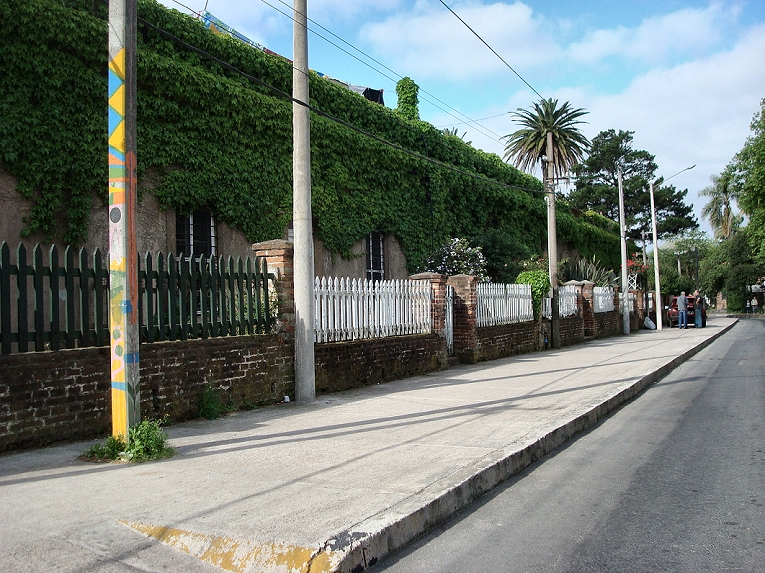
Einige der historischen Eisenbahner-Häuser in Peñarol

Peñarol [peɲaˈɾol] ist ein Stadtviertel (span.: barrio) der uruguayischen Hauptstadt Montevideo und erstreckt sich zentral in deren administrativen Gebiet, jedoch am Nordwestrand des urbanisierten Bereiches. Es ist Teil des Barrios Peñarol - Lavalleja.

## Geschichte
Der historische Stadtkern Montevideos, die Ciudad Vieja (de.: Altstadt), war bis 1829 von einer Befestigungsmauer umgeben. Das Gebiet des heutigen Peñarol lag damals als unbenanntes Weide- und Ackerland noch weit außerhalb der Stadt. 1776 eröffnete Juan Bautista Cros(s)a († 1790), ein Einwanderer aus der norditalienischen Stadt Pinerolo, am mittlerweile kanalisierten Oberlauf des Baches Miguelete einen Kolonialwarenladen mit Ausschank. Am ungefähren damaligen Standort seines Ladens befindet sich heute die Kreuzung des Camino Coronel Raíz mit der Ruta 102 Perimetral Wilson Ferreira Aldunate. Als Namen des Geschäfts wählte der Inhaber Pinareul, die piemontesische Schreibweise seines Heimatortes. In der Umgangssprache Uruguays wurde daraus im Laufe der Zeit Peñarol. Mit der Ansiedlung weiterer Geschäfte und der Errichtung erster Wohnbebauung entstand bald ein kleines Dorf, auf das diese Bezeichnung übertragen wurde.
In der zweiten Hälfte des 19. Jahrhunderts erlebte Peñarol einen von der industriellen Revolution begünstigten wirtschaftlichen Aufschwung und 1890 errichtete die 1876 gegründete britische Central Uruguay Railway (CUR) im Ort mehrere Eisenbahnwerkstätten und Ausbesserungswerke. Damit einher ging auch die Eröffnung des ersten Bahnhofes ein Jahr später. Bis Ende 1907 war das Fabrikgelände auf über 33.000 Quadratmeter angewachsen, später gab man es jedoch auf. Inzwischen ist es durch die Administración de Ferrocarriles del Estado (AFE) teilweise wieder in Benutzung genommen worden.
Am 10. März 1913 wurde Peñarol per Gesetz der Status eines pueblo (de.: Dorf) zuerkannt und am 1. Juli 1953 wurde es als Villa (de.: Kleinstadt) nach Montevideo eingegliedert.

## Wirtschaft, Infrastruktur und Sport
Peñarol besitzt sowohl ländliche als auch gewerbliche Prägung. So finden sich neben Farmen und Ackerflächen auch zahlreiche Niederlassungen oder Fabriken großer Unternehmen, wie beispielsweise der Grupo Bimbo. Im Stadtviertel finden sich darüber hinaus private und staatliche Schulen, ein Krankenhaus sowie ein kleines Einkaufszentrum. Unmittelbar südöstlich an das Eisenbahnfabrikgelände angeschlossen liegt der kleine Bahnhof des Quartieres.
International bekannt ist der barrio vor allem dank des Sportvereins CA Peñarol, dessen Herrenfußballabteilung mit fünf gewonnenen Copa-Libertadores-Titeln und drei Weltpokalen zu den weltweit erfolgreichsten Teams zählt. Der Verein wurde 1891 von Arbeitern und Angestellten der Eisenbahngesellschaft Ferro Carril Central del Uruguay (en.: Central Uruguay Railway) als Central Uruguay Railway Cricket Club (CURCC) gegründet. Mittlerweile befindet sich seine Geschäftsstelle allerdings zentrumsnäher im Stadtviertel Cordón, die beiden bespielten Stadien in Las Acacias und Parque Batlle. Ein weiterer Verein mit großer Tradition ist CE.SO.PE. (Centro Social Peñarol).

## Sehenswürdigkeiten
Seit 1975 ist das ehemalige Fabrikgelände der CUR als Monumento Nacional (de.: Nationaldenkmal) gelistet. Es beherbergt neben Büros und Werkstätten unterschiedlichster Art (Mechanikräume, Schmieden, Gießereien, Sägemühlen, Schreinereien, Lackierereien, Lagerhallen, Lieferstätten und Druckereien) auch 44 Arbeiterunterkünfte und acht Häuser höherer Angestellter, mit dem Artisan Center einen Sozial- und Freizeittreff sowie einen auch als Kino nutzbaren Theaterraum. Letzterer wurde 2011 umfassend saniert und restauriert. Im nahegelegenen Bahnhof befindet sich seit Ende 2009 ein erster Abschnitt eines Museums. Die Wartehalle sowie die historischen Büros sind mit Telegraph, Datierapparaten, alten Telefonen und antiquarischen Möbeln und Bildern sowie anderen alten Instrumenten im Stil der 1920er Jahre ausgestattet. In Zusammenarbeit mit der AFE realisieren die Kommunalverwaltung und das Ministerium für Bildung und Kultur von Uruguay seit 2007 diese uns zahlreiche andere Maßnahmen, um das historische Erbe Peñarol zu erhalten und touristisch nutzbar zu machen. In der ersten Jahreshälfte wurde das Konzept „Barrio Peñarol: casco histórico y paisaje industrial ferroviario“ der UNESCO vorgelegt, um das Industrieviertel in die Liste des Weltkulturerbes aufzunehmen. Zeitgleich wurden auch die Bewerbungen für die Architektur Eladio Diestes sowie die Rambla Montevideos eingereicht.
Beliebt bei Touristen und Einheimischen sind die Wochenmärkte, die in Peñarol dienstags, donnerstags und sonntags stattfinden.